# 3-Éthyl-3-méthylpentane
Le 3-éthyl-3-méthylpentane est un hydrocarbure saturé de la famille des alcanes de formule C8H18. Il est un des dix-huit isomères de l'octane. À température et pression ambiantes, il est sous la forme d'un liquide très inflammable. 